# Libertad (Lagunillas)
Pour les articles homonymes, voir Libertad.
Libertad est l'une des six paroisses civiles de la municipalité de Lagunillas dans l'État de Zulia au Venezuela. Sa capitale est Ciudad Ojeda, chef-lieu de la municipalité.